# Kärlek och svek
Kärlek och svek (A Vida da Gente) är en brasiliansk telenovela från 2011–2012, skapad av Lícia Manzo för Rede Globo de Televisão. Serien hade svensk premiär i SVT2 den 6 oktober 2014.

## Handling
Kärlek och svek är en historia i 110 avsnitt (europeiska utgåvan), som visar hur kärlek kan återförena familjer och hjälpa till att övervinna även de hårdaste motgångarna. Ana Fonseca har fått allt i sin uppväxt. Hon är en lovande tennisstjärna, och systern Manuela är hennes bästa vän. Ana favoriseras av deras elaka mamma Eva. De lever tillsammans med Evas man Jonas och hans två barn. Med tiden blir Ana och hennes styvbror Rodrigo kära i varandra. Men Eva motsätter sig deras förhållande, samtidigt som Jonas har en annan kärleksaffär. Ana och Rodrigo utvecklar en seriös kärleksaffär, och Ana får stöd framför allt av sin syster Manuela. Ödet och omständigheterna ska emellertid visa hur bräckliga och oförutseende människor är.

## Utgåvor
Den ursprungliga versionen på 137 avsnitt à 45 minuter var avsedd för den brasilianska televisionen. Exportvarianterna bantades till 110 avsnitt à 30 minuter. Anledningen var, enligt SVT, att en del oväsentligt i handlingen klipptes bort för att göra serien mer intensiv och utan att förlora i karaktär eller styrka.

## Musik
Vinjettmusiken i serien, Oração Ao Tempo, är framförd av Maria Gadú och komponerad av Caetano Veloso. Låten ingår i ett musikalbum av Maria Gadú som heter Mais Uma Página (2011).  

## Medverkande
| Skådespelare            | Roll                             |
| ----------------------- | -------------------------------- |
| Fernanda Vasconcellos   | Ana Fonseca                      |
| Marjorie Estiano        | Manuela Fonseca Macedo           |
| Rafael Cardoso          | Rodrigo Macedo                   |
| Thiago Lacerda          | Dr. Lúcio Pires                  |
| Ana Beatriz Nogueira    | Eva Fonseca                      |
| Paulo Betti             | Jonas Macedo                     |
| Regiane Alves           | Cristiane "Cris" Oliveira Macedo |
| Nicette Bruno           | Iná Fonseca                      |
| Stênio Garcia           | Laudelino                        |
| Marcello Airoldi        | Cícero Moraes                    |
| Daniela Escobar         | Suzana Ybarra Moraes             |
| Gisele Fróes            | Vitória Azevedo Prates           |
| Ângelo Antônio          | Marcos Prates                    |
| Sthefany Brito          | Alice Ybarra Moraes              |
| Maria Eduarda           | Fernanda "Nanda" Macedo          |
| Malu Valle              | Vivian "Vivi" Mourão             |
| Luiz Carlos Vasconcelos | Renato Nogueira Martins          |
| Jesuela Moro            | Júlia Fonseca (segunda fase)     |
| Malu Galli              | Dora                             |
| Alice Wegmann           | Sofia Azevedo Prates             |
| Pietra Pan              | Bárbara                          |
| Neusa Borges            | Maria                            |
| Leonardo Medeiros       | Lourenço Luiz Macedo             |
| Leona Cavalli           | Dra. Celina Macedo               |
| Marcello Melo Jr.       | Mathias                          |
| Júlia Almeida           | Lorena                           |
| Rafael Almeida          | Miguel                           |
| Cláudia Mello           | Moema                            |
| Luiz Serra              | Seu Wilson                       |
| Duda Mamberti           | Josias                           |
| Rita Clemente           | Aurélia                          |
| Tadeu di Pietro         | Cléber                           |
| Marat Descartes         | Lui                              |
| Anna Rita Cerqueira     | Olívia                           |
| Vitor Navega Motta      | Francisco                        |
| Kaic Crescente          | Tiago Oliveira Macedo            |
| Ana Petta               | Eliete                           |
| Jorge Coutinho          |                                  |
| Renatta Gomes           | Bia                              |
| Luís Otávio Moraes      |                                  |
| Dayse Pozzato           |                                  |
| Deborah Kalume          | Cleide                           |
| Isabel Lobo             |                                  |
| Renata Tobelem          |                                  |
| Clarissa Kiste          |                                  |
| Ricardo Martins         | Tennislärare                     |

## Utmärkelser
Quem (2011):
- Marjorie Estiano

Caras (2011)
- Marjorie Estiano

Melhores do Ano - Troféu Domingão (2011): 
- Jesuela Moro

Noveleiros (2011): 
- Kärlek och svek

Contigo (2012):
- Lícia Manzo
- Jesuela Moro